# Posiołok sowchoza «Komsomolec»
Posiołok sowchoza «Komsomolec» (ros. Посёлок совхоза «Комсомолец») – osiedle w Rosji, w obwodzie tambowskim, w rejonie tambowskim. W 2010 liczyło 3923 mieszkańców.